# Форрест Гамп (роман)
«Фо́ррест Гамп» (англ. Forrest Gump) — роман Уинстона Грума 1986 года. Снятый по роману фильм Роберта Земекиса вышел на экраны в 1994 году и получил 6 наград премии «Оскар».

## Сюжет
Главный герой книги — Форрест Гамп, добрый и наивный взрослый мужчина, родившийся с Синдромом Саванта. Большинство людей считает его настоящим идиотом просто потому, что он не может связать и пары слов. Несмотря на плохую речь и инфантилизм, парень имеет волю, жизненный опыт, а также уникальные способности (вычислительные способности как у компьютера; решает сложные математические задачи; превосходно играет в шахматы, зная только правила; освоил язык орангутанга; огромная физическая сила и нечеловеческая выносливость), которые недоступны другим, казалось бы, более умным и обеспеченным людям.
Волею случая, Гамп становится участником ряда исторических событий XX века.
Повествование ведётся от первого лица.

## Критика
В 1986 году рецензенты приняли роман без заметного одобрения. Так в журнале Kirkus Reviews анонимный рецензент охарактеризовал книгу как «неуклюжую, неуклюжую попытку плутовского романа». Вывод был таков: «Тяжелый роман с одной шуткой, который, в конце концов, обманывает». А рецензент Publishers Weekly признавал, что роман обладает «юмором, попавшим в цель», но отметил, что у автора есть книги лучше, чем «Форрест Гамп».
После публикации роман разошелся тиражом около 10 000 экземпляров. После выхода экранизации 1994 года с Томом Хэнксом в главной роли было продано более миллиона копий романа.

## Адаптации

### Экранизации
- «Форрест Гамп», режиссёр Роберт Земекис, 1994
  - Laal Singh Chaddha[англ.], ремейк голливудского фильма, режиссёр Адваит Чандан[англ.], 2019. Из-за пандемии коронавируса релиз состоялся в 2022[4].

### Мюзикл
- Forrest Gump: A New Musical[a], любительская постановка, режиссёр Райан МакГоверн, автор музыки и либретто Блейк Пфайль, 2018

### Комментарии
1. ↑  В большей степени является адаптацией фильма Земекиса, чем оригинального романа.